# Beça (Dordonya)
Beça (en francès Besse) és un municipi francès situat al departament de la Dordonya i a la regió de la Nova Aquitània.

## Demografia
| 1962                                       | 1968 | 1975 | 1982 | 1990 | 1999 | 2007 |
| ------------------------------------------ | ---- | ---- | ---- | ---- | ---- | ---- |
| 211                                        | 191  | 207  | 183  | 171  | 163  | 151  |
| Des de 1962: població sense dobles comptes |      |      |      |      |      |      |

## Administració
| Període   | Identitat        | Partit        |
| --------- | ---------------- | ------------- |
| 1977-2008 | Marcel Mezergues | Divers droite |
| 2008-2009 | Deniel Mezergues |               |
| 2009-     | Francis Malvy    |               |